# Liste der Bodendenkmale in Bargenstedt
In der Liste der Bodendenkmale in Bargenstedt sind die Bodendenkmale der Gemeinde Bargenstedt nach dem Stand der Bodendenkmalliste des Archäologischen Landesamts Schleswig-Holstein von 2016 aufgelistet.
| Denkmal-ID           | Befundart               | Bezeichnung                   | Zeitstellung                 | Lage | Bemerkungen | Bild |
| -------------------- | ----------------------- | ----------------------------- | ---------------------------- | ---- | ----------- | ---- |
| aKD-ALSH-Nr. 000 096 | Grabmal > Grabhügel     | Grabhügel „Hohberg“           | Vor- und/oder Frühgeschichte |      |             |      |
| aKD-ALSH-Nr. 000 097 | Grabmal > Grabhügel     | Grabhügel                     | Vor- und/oder Frühgeschichte |      |             |      |
| aKD-ALSH-Nr. 000 098 | Grabmal > Grabhügel     | Grabhügel                     | Vor- und/oder Frühgeschichte |      |             |      |
| aKD-ALSH-Nr. 000 099 | Grabmal > Grabhügel     | Grabhügel                     | Vor- und/oder Frühgeschichte |      |             |      |
| aKD-ALSH-Nr. 000 100 | Grabmal > Grabhügel     | Grabhügel                     | Vor- und/oder Frühgeschichte |      |             |      |
| aKD-ALSH-Nr. 000 101 | Grabmal > Großsteingrab | Steinkammer „Dellbrückkammer“ | Neolithikum                  |      |             |      |